# Jean-Baptiste Dupré
Jean-Baptiste Dupré est un homme politique français né le 3 octobre 1765 à Saint-Lizier (Ariège) et mort le 9 août 1820 au même lieu.

## Biographie
Président du tribunal de Saint-Girons, il est député de l'Ariège en 1815, pendant les Cent-Jours. Il conserve ses fonctions de magistrat sous la Restauration.

## Sources
- « Jean-Baptiste Dupré », dans Adolphe Robert et Gaston Cougny, Dictionnaire des parlementaires français, Edgar Bourloton, 1889-1891 [détail de l’édition]